# Ovidio Guzmán López
 (janvier 2023).
Le texte peut changer fréquemment, n’est peut-être pas à jour et peut manquer de recul. 
Le titre et la description de l'acte concerné reposent sur la qualification juridique retenue lors de la rédaction de l'article et peuvent évoluer en même temps que celle-ci.
Guzmán  López est un nom espagnol. Le premier nom de famille, en général paternel, est Guzmán ; le second, en général maternel, souvent omis, est López.
Ovidio Guzmán López, surnommé El Ratón (la Souris) ou El Nuevo Ratón (la Nouvelle Souris) ou encore  El Gorrito (le petit bonnet), est un baron de la drogue mexicain né le 29 mars 1990 à Culiacán (Sinaloa). Fils de Joaquín Guzmán, surnommé El Chapo Guzmán, autrefois considéré comme le baron de la drogue le plus puissant du monde, il est membre de haut rang du cartel de Sinaloa. Avec ses frères Joaquín Guzmán López, Iván Archivaldo Guzmán Salazar et Jesús Alfredo Guzmán Salazar, il dirigeait la faction connue sous le nom de Los Chapitos.

## Biographie
Ovidio Guzmán López est né le 29 mars 1990, à Culiacán, dans l'état de Sinaloa. Il est le fils de Joaquín Guzmán Loera et de sa seconde épouse Griselda López Pérez. Il a fréquenté au moins quatre ans l'école primaire CEYCA, une école exclusive dans le sud de Mexico qui appartient aux Légionnaires du Christ.
Il est devenu le lieutenant de son père et avec la capture de Joaquín, il devient le nouveau chef de la faction de son père dans le cartel du Pacifique, l'un des principaux cartels désignés pour la production et le trafic de fentanyl et de méthamphétamine,.
Depuis 2021, les États-Unis offrent cinq millions de dollars pour la capture de chacun des quatre fils de Joaquín « El Chapo » Guzmán (Ovidio, Joaquín, Iván Archivaldo et Jesús Alfredo).

### 2019: capture et libération
Le 17 octobre 2019, des membres de la Garde nationale arrêtent Ovidio Guzmán López à Culiacán (Sinaloa), déclenchant plusieurs fusillades dans la ville,.
A la nouvelle de la capture, environ 700 sicaires lourdement armés du cartel de Sinaloa menacent de s'en prendre massivement à la vie des civils et lancent une attaque contre le complexe d’appartements abritant les proches du personnel militaire local. Quelques heures plus tard, Ovidio Guzmán est libéré par le président Andrés Manuel López Obrador afin « d'empêcher de nouvelles effusions de sang ». Le mois suivant l'un des officiers qui avait arrêté Guzmán est assassiné,,,.

### 2023: recapture
Le 5 janvier 2023, les autorités arrêtent Guzmán López dans la localité de Jesús María, dans la municipalité de Culiacán (Sinaloa). Sept soldats sont tués et neuf blessés au cours de la capture. D'après le secrétaire à la Défense Luis Cresencio Sandoval, qui confirme les rapports de son arrestation, le personnel de l'armée, de la Garde nationale, du secrétariat de la défense nationale et du secrétariat de la marine le capturent et le transportent par avion à Mexico, où il est ensuite transféré dans les bureaux du procureur spécial pour le crime organisé (FEMDO) (es). Il est ensuite transporté par hélicoptère à la prison fédérale de haute sécurité d'El Altiplano (en) à Almoloya de Juárez (État de Mexico). Cette arrestation a été suivie par des incendies de véhicules et des échanges de tirs, entre forces de sécurité et les sicaires qui visent entre autres l'avion de transport Boeing 737 de la force aérienne mexicaine emportant Guzmán depuis l'aéroport international de Culiacán, un Embraer 190 d'Aeromexico reçoit des projectiles. Trois soldats sont tués à Escuinapa de Hidalgo, dont le colonel Juan José Moreno Orzúa commandant le 43e bataillon d'infanterie. L'opération de capture s'achève sur un bilan total de 10 militaires morts, 19 membres du cartel de Sinaloa abattus, 35 militaires blessés et 21 prisonniers,. Un policier est tué, 17 autres blessés, et un garçon de 14 ans est blessé. Au moins un avion de combat, possiblement un T-6C Texan II et un hélicoptère UH-60M de l'armée mexicaine ont effectué des tirs de mitrailleuses durant les combats.
Gregorio Salazar Hernández, juge du Centre fédéral de justice pénale d'Almoloya de Juárez, basé à la prison d'Altiplano a établi que si les autorités américaines n'officialisaient pas leur demande d'extradition avant le 5 mars 2023, le prisonnier serait libéré,.
Le 15 septembre 2023, les autorités mexicaines remettent Guzmán López aux États-Unis, où il doit être poursuivi pour des accusations liées au trafic de drogue.
Le 11 juillet 2025, à Chicago, il plaide coupable de deux chefs d'accusation de distribution de drogue et de deux autres pour participation à une entreprise criminelle continue.
- Tableau de l'OFAC des relations entre les personnes et les sociétés désignées pour les sanctions internationales de la loi Kingpin (en).